# Pál Gerevich
Pál Gerevich (Budapest, 10 de agosto de 1948) es un deportista húngaro que compitió en esgrima, especialista en la modalidad de sable. Es hijo de los también esgrimidores Aladár Gerevich y Erna Bogen-Bogáti.
Participó en dos Juegos Olímpicos de Verano, obteniendo dos medallas, bronce en Múnich 1972 y bronce en Moscú 1980. Ganó siete medallas en el Campeonato Mundial de Esgrima entre los años 1973 y 1982.

## Palmarés internacional
| Juegos Olímpicos   | Juegos Olímpicos           | Juegos Olímpicos  | Juegos Olímpicos  |
| Año                | Lugar                      | Medalla           | Prueba            |
| ------------------ | -------------------------- | ----------------- | ----------------- |
| 1972               | Múnich (RFA)               | Medalla de bronce | Sable por equipos |
| 1980               | Moscú (URSS)               | Medalla de bronce | Sable por equipos |
| Campeonato Mundial |                            |                   |                   |
| Año                | Lugar                      | Medalla           | Prueba            |
| 1973               | Gotemburgo (Suecia)        | Medalla de oro    | Sable por equipos |
| 1975               | Budapest (Hungría)         | Medalla de plata  | Sable por equipos |
| 1977               | Buenos Aires (Argentina)   | Medalla de oro    | Sable individual  |
| 1977               | Buenos Aires (Argentina)   | Medalla de bronce | Sable por equipos |
| 1978               | Hamburgo (RFA)             | Medalla de oro    | Sable por equipos |
| 1981               | Clermont-Ferrand (Francia) | Medalla de oro    | Sable por equipos |
| 1982               | Roma (Italia)              | Medalla de oro    | Sable por equipos |